# Грейданюс, Арнауд
Арнауд Грейданюс (нидерл. Arnoud Greidanus, род. 1 июня 1981) — голландский гребец, призёр чемпионата мира 2007 и 2012 года. Закончил карьеру профессионального гребца в 2013 году.

## Биография
Арнауд Грейданюс родился 1 июня 1981 года в городе Амстердаме, Северная Голландия. Профессиональную карьеру гребца начал с 2001 года. Тренируется на базе клуба «D.S.R.Proteus-Eretes» в Делфте. В 2008 году окончил Делфтский технический университет по профилю химическое машиностроение. В 2011 году комиссией Делфтского технического университета был признан «выпускником года». Кандидат технических наук Грейданюс закончил карьеру профессионального гребца в 2013 году и полностью сосредоточился на научных исследованиях в области уменьшения сопротивления воды на различные находящиеся в ней предметы (корпусы лодок, весла и т.п.).
Первым соревнованием международного уровня, в котором Грейданюс принял участие, был I этап кубка мира по академической гребле 2005 года в английском городе — Итон. В финальном заплыве четвёрок без рулевого с результатом 06:21.860 голландские гребцы заняли 4 место.
Первая медаль в карьере Грейданюса была добыта на чемпионате мира по академической гребле 2007 года, проходившем в Мюнхене, Германия. С результатом 05:42.060 в заплыве восьмёрок с рулевым голландские гребцы заняли первое место, оставив позади соперников из Германии (05:44.520 — 2-е место) и Италии (05:46.330 — 3-е место).
Следующая медаль была получена во время соревнований в болгарском городе Пловдив, где в 2012 году проходил чемпионат мира по академической гребле. В финальном заплыве двоек без рулевого пара Грейданюс/Пейс с результатом 6.37,18 финишировали вторыми, уступив первенство соперникам из Италии (6.37,11 — 1-е место), но опередив пару из Франции (6.39,88 — 3-е место).